# Bondeoprøret i Flandern
Bondeoprøret i Flandern 1323-1328 var en folkelig opstand i Flandern i slutningen af Middelalderen. Det startede som en række mindre spredte optøjer fra slutningen af 1323 som eskalerede til et omfattende samlet oprør der dominerede regionen Flandern de næste fem år, indtil 1328. Oprøret var forårsaget af brandbeskatning af Greven af Flandern Ludvig 1. af Flandern, samt af hans pro-franske forhold. Oprørene havde ledere i byerne og landfraktionen der sammen besad størstedelen af Flandern i 1325.
Oprøret blev ledet af Nicolaas Zannekin, en rig landmand fra Lampernisse. Zannekin og hans mænd erobrede byerne Nieuwpoort, Veurne, Ieper, og Kortrijk. I Kortrijk formåede Zannekin at tage greven til fange. Forsøg på at indtage Gent og Oudenaarde i 1325 mislykkedes hvorefter den franske konge Karl IV greb ind og Ludvig blev løsladt igen i februar 1326 og der blev underskrevet en fredsaftale.
Freden brød imidlertid snart sammen og Ludvig flygtede til Frankrig, hvor det lykkedes ham at overtale den nye konge Filip IV at komme ham til hjælp. I Slaget ved Cassel 1328 blev Zannekin og hans tilhængere afgørende besejret af den franske hær.